# Milton Bernal
Milton Bernal Castro, conocido como el pintor del tabaco  (Guanabacoa, 10 de septiembre de 1960), es un artista plástico, pintor, diseñador y periodista cubano. Sus obras al óleo y tabaco han sido expuestas en Cuba, China, Austria, Francia, España, México, Rusia, San Petersburgo, Alemania, Hungría, Panamá, y de modo permanente, en colecciones privadas y Casas del Habano en otras partes del mundo. Cuatro de sus obras han sido subastadas en el Festival del Habano que se realiza en cuba en el 2005, "Compay Segundo", en 2006 "Celia Sánchez", en 2008 y 2009.
La serie más importante en la que ha trabajado es la "Desnudos", en la que destaca la mujer como tema más habitual. 

## Biografía
Primero se hizo técnico medio en Diseño Industrial, haciendo luego una carrera que le diera el título de Licenciado en Periodismo en la Universidad de La Habana en la especialidad de Comunicación Social, pero aún no termina sus estudios académicos hasta que se gradúa como Máster en Marketing y Comunicación por la Universidad de La Habana y Máster en Marketing y Gestión Empresarial graduado por la Escuela Superior de Estudios de Marketing, España(ESEM).
Sus tendencias como pintor no fueron académicas sino que fueron de manera autodidacta, se hizo miembro del Centro de Desarrollo de las Artes Visuales así como también de la Asociación de Artistas y Artesanos de Cuba, de la Federación Internacional de Artistas Plásticos, Barcelona, España y Artlive Internacional, Francia. 
Pinta al óleo sobre material de papel manufacturado (que en sí mismo es una obra de arte la confección de estos como productos artesanales) y las texturas que simulan tela, u otras áreas de la figura que pinta, con incrustaciones de hojas de tabaco naturales que son químicamente tratadas mediante un procesos de conservación que logran que no se pierdan pigmentaciones ni plasticidad y por supuesto sea conservada en el tiempo.
Hay exposiciones permanentes de Cuban Mojito Bar, Casa del Habano (Hotel Habana Libre, La Habana) y Centro de Recreación y Galería (Viena).